# F̀
Cette page contient des caractères spéciaux ou non latins. S’ils s’affichent mal (▯, ?, etc.), consultez la page d’aide Unicode.
F̀ (minuscule: f̀), appelé F accent grave, est un graphème de l’alphabet latin utilisé dans la romanisation de l’alphabet cyrillique ISO 9. Il s’agit de la lettre F diacritée d'un accent grave.

## Utilisation
La norme de translittération de l’alphabet cyrillique ISO 9 utilise ‹ f̀ › pour représenter la lettre Ѳ (fita).

## Représentations informatiques
Le F accent grave peut être représenté avec les caractères Unicode suivants (latin de base, diacritiques), :
| formes    | représentations | chaînes de caractères | points de code | descriptions                                       |
| --------- | --------------- | --------------------- | -------------- | -------------------------------------------------- |
| capitale  | F̀               | F◌̀                    | U+0046 U+0300  | lettre majuscule latine f diacritique accent grave |
| minuscule | f̀               | f◌̀                    | U+0066 U+0300  | lettre minuscule latine f diacritique accent grave |